# Gérard Debaets
Gérard Debaets (Heule, Kortrijk, 17 d'abril de 1899 - North Haleden, Estats Units, 27 d'abril de 1959) va ser un ciclista belga que es nacionalitzà estatunidenc el 1944. Fou professional entre 1924 i 1944. En el seu palmarès destaquen dues edicions Tour de Flandes, el 1924 i 1927, així com el Campionat de Bèlgica en ruta de 1925. També destacà en curses de sis dies, modalitat en la qual guanyà 16 curses. Els seus germans César, Gaston-Octave, Michel i Arthur també foren ciclistes.

## Palmarès
- 1924
  - 1r al Tour de Flandes
  - 1r del Critèrium dels Aiglons i vencedor de 2 etapes
- 1925
  -  Campió de Bèlgica en ruta
  - 1r de la París-Brussel·les
  - 1r als Sis dies de Nova York (amb Pierre Goossens)
- 1926
  - 1r a la Brussel·les-París
- 1927
  - 1r al Tour de Flandes
  - 1r als Sis dies de Detroit (amb Anthony Beckman)
- 1928
  - 1r als Sis dies de Nova York (amb Franco Giorgetti)
  - 1r als Sis dies de Chicago (amb Anthony Beckman)
- 1929
  - 1r als Sis dies de Nova York (amb Franco Giorgetti)
  - 1r als Sis dies de Nova York (2) (amb Franco Giorgetti)
- 1930
  - 1r als Sis dies de Chicago (amb Anthony Beckman)
- 1933
  - 1r als Sis dies de Chicago (amb Alfred Letourneur)
  - 1r als Sis dies de Nova York (amb Alfred Letourneur)
  - 1r als Sis dies de Mont-real (amb Alfred Letourneur)
  - 1r als Sis dies de Toronto (amb Alfred Letourneur)
- 1934
  - 1r als Sis dies de Nova York (amb Alfred Letourneur)
  - 1r als Sis dies de Buffalo (amb Alfred Letourneur)
  - 1r als Sis dies de Chicago (amb Alfred Letourneur)
  - 1r als Sis dies de Detroit (amb Alfred Letourneur)
  - 1r als Sis dies de Filadèlfia (amb Alfred Letourneur)

## Resultata al Tour de França
- 1924. Abandona (1a etapa)